# 1071-es busz
Az 1071-es jelzésű autóbusz egy országos autóbuszjárat volt, amely Budapestet kötötte össze Tiszafüreddel. Útvonalhossza 157,8 km, menetideje 2 óra 35 perc (155 perc) volt. Munkaszüneti napok kivételével naponta egy járatpár szállította az utasokat.
A 2020. július 1-jei menetrend módosításokkal a Volánbusz megszüntette az autóbuszvonalat.

## Megállóhelyei
| 0  | Budapest, Stadion autóbusz-pályaudvar végállomás | 11 | 1 75, 77, 80, 80A 95, 130, 195 396, 397, 398, 399, 400, 402, 410, 412, 414, 422, 424, 430, 432, 434, 435, 436, 437, 438, 439, 440, 441, 442, 485, 486 1020, 1021, 1024, 1031, 1032, 1034, 1035, 1037, 1039, 1040, 1045, 1046, 1049, 1050, 1051, 1052, 1054, 1057, 1060, 1061, 1063, 1067, 1068, 1069, 1070, 1075, 1076, 1077, 1078 |
| 1  | Budapest, Kacsóh Pongrác út                      | 10 | 1, 3, 69 74, 74A 25, 32, 225 396, 397, 398, 399, 400, 402, 412, 414, 422, 424, 432, 434, 435, 436, 437, 438, 439, 442 1020, 1021, 1024, 1032, 1034, 1035, 1037, 1039, 1040, 1045, 1046, 1049, 1050, 1051, 1052, 1054, 1057, 1061, 1063, 1067, 1068, 1069, 1076                                                                     |
| 2  | Budapest, Szerencs utca                          | 9  | 225, 96, 296, 296A 396, 397, 398, 399, 400, 402, 412, 414, 422, 424, 432, 434, 435, 436, 437, 438, 439, 442 1020, 1021, 1024, 1034, 1035, 1037, 1039, 1040, 1045, 1046, 1049, 1050, 1051, 1052, 1054, 1057, 1061, 1063, 1067, 1068, 1069, 1076                                                                                     |
| 3  | Erdőtelek, autóbusz-váróterem                    | 8  | 1067 3441, 3442, 3443, 3456, 3550 |
| 4  | Tenk, Központ                                    | 7  | 1067, 1376, 1466, 1514, 1517 3424, 3441, 3442, 3443, 3550 |
| 5  | Átány, autóbusz-váróterem                        | 6  | 1069, 1075, 1443, 1444 3434, 3441, 3442, 3443, 3550, 3561 |
| 6  | Kömlő, szövetkezeti italbolt                     | 5  | 1069, 1075, 1346, 1443, 1444 3430, 3431, 3433, 3434, 3436, 3561 |
| 7  | Tiszanána, Fő tér                                | 4  | 1069, 1075, 1346, 1443, 1444 3431, 3433, 3436, 3561 |
| 8  | Sarud, Petőfi út                                 | 3  | 1068 3431, 3432 |
| 9  | Újlőrincfalva, Fő út                             | 2  | 1068 3431, 3432 |
| 10 | Poroszló, református templom                     | 1  | 1068, 1343 3431, 3432 |
| 11 | Tiszafüred, autóbusz-állomás végállomás          | 0  | 1 1068, 1069, 1075, 1301, 1343, 1344, 1375, 1377, 1447, 1468, 1516 3431, 4487, 4608, 4609, 4613, 4614, 4701, 4702, 4752, 4753, 4755, 4757, 4760 személyvonat |